# 洪广祥
洪广祥（1938年12月—2014年11月1日），男，汉族，江西婺源人，中国中医学家，江西中医药大学教授、主任医师，第二届国医大师。